# Hanancha
Cet article concerne la ville d'Algérie. Pour la tribu berbère, voir Hanencha.
Hanancha est une commune de la wilaya de Souk Ahras en Algérie, située à environ 20 km au sud-ouest de Souk Ahras.

## Géographie

### Situation
Le territoire de la commune de Hanancha se situe au nord de la wilaya de Souk Ahras.
| ? (wilaya de Guelma) | ? (wilaya de Guelma) | Mechroha   |
| ? (wilaya de Guelma) | Hanancha             | Souk Ahras |
| Khemissa             | Tiffech              | Zaarouria  |

### Localités de la commune
La commune de Hanancha est composée de cinquante-deux localités :
- Aïn Echouka
- Aïn Edalia
- Aïn Oum Nouaïl
- Ayata
- Betiha (chef lieu de la commune)
- Ced Benouir
- Dar Essasar
- Dhar Gmidène
- Djerouala
- El B'Tiha
- El Bakoucha
- El Basbassia
- El Bayadha II Etitria
- El Biyadha
- El Bouch
- El Djenane
- El Fedj Labiadh
- El Hamri
- El Houima
- El Ghorida
- El Gmar
- El Goléa
- El Madjen
- El Mezaka
- Enoutba
- Esahbi
- Essarsouf
- Esersaf
- Etchebaga I Beraache
- Ettafala
- Ettabaga II
- Ettabaga II
- Feidh El Berk
- Gabel El Kef
- Gabel El Lalia
- Gabel Laarousse
- Gabel Lamzara
- Gabel Lemzara II
- Gabel Edjebel
- Gabel Safia
- Guechgache
- Guergour
- Guiy El Berka
- Labied I
- Leghmez
- Legnater
- Mechta Echaref
- Mechta Labied I
- Mechta Labield II
- Mechta Mechkane
- Medjerda
- Tabet Ahmed Lakhdar

## Histoire
Les Hanencha (souk Ahrass), établis au XVIe siècle et antérieurement sur la limite des provinces de Tunis et de Constantine, appartenant au groupe des Beni-Helâl[réf. nécessaire]